# Cornelius Rigo de Bergis
Cornelius Rigo de Bergis, auch Cornelis Rigo de Bergis, (* 15. oder 16. Jahrhundert in Bergen op Zoom?; † 16. Jahrhundert) war ein im frühen 16. Jahrhundert wirkender niederländischer Komponist der Renaissance.
Der Name des Künstlers könnte ein Pseudonym sein, das entweder auf seinen Geburtsort oder seinen Wirkensort Bergen op Zoom hinweist. Rigo ist bekannt durch zwei dreistimmige Werke, die beide in einem habsburgischen Chansonbuch sowie in späteren nordeuropäischen Quellen vorkommen. Sein Werk „Myn hert hefft altyt verlanghen“ („Mein Herz hat allzeit Verlangen.“) ist eng angelehnt an ein weit bekanntes flämische Lied des Komponisten Pierre de la Rue. Hier führt Rigo geschickt die ursprünglichen vier auf drei Stimmen zurück.